# Ḩalqeh Sang
Ḩalqeh Sang (persiska: حلقه سنگ) är en ort i Iran.   Den ligger i provinsen Nordkhorasan, i den nordöstra delen av landet, 600 km öster om huvudstaden Teheran. Ḩalqeh Sang ligger 1 116 meter över havet och antalet invånare är 748.
Terrängen runt Ḩalqeh Sang är kuperad österut, men västerut är den platt. Runt Ḩalqeh Sang är det ganska glesbefolkat, med 27 invånare per kvadratkilometer. Närmaste större samhälle är Bojnourd, 3,0 km nordost om Ḩalqeh Sang. Runt Ḩalqeh Sang är det i huvudsak tätbebyggt.